# Semiothisa conventa
Semiothisa conventa är en fjärilsart som beskrevs av Louis Beethoven Prout 1913. Semiothisa conventa ingår i släktet Semiothisa och familjen mätare. Inga underarter finns listade i Catalogue of Life.